# Escuderia Barcelona
L'Escuderia Barcelona fou una entitat esportiva catalana dedicada a l'automobilisme que tingué activitat entre 1954 i 1971. Tenia la seu a Barcelona i fou impulsada per setze pilots barcelonins amb la finalitat de donar suport als pilots locals en una època en què era difícil organitzar i participar en competicions. Entre els impulsors, tots ells pilots del RACC, hi havia Paco Godia, Joan Jover i Salvador Fàbregas.